# Hoya samoensis
Hoya samoensis är en oleanderväxtart som beskrevs av Berthold Carl Seemann. Hoya samoensis ingår i släktet Hoya och familjen oleanderväxter. Inga underarter finns listade i Catalogue of Life.